# GENKING
GENKING.（ゲンキング、1984年〈昭和59年〉11月18日 - ）は、日本のタレント。本名：田中 佐奈（たなか さな）、旧名及び出生名：田中 元輝（たなか げんき）。大分県別府市生まれ、愛知県豊橋市出身。TWIN PLANET内 IN-STAR事業部に業務委託。
芸名はデビュー前に有名になったInstagramで付けた名前で、旧名の「元輝」に本人曰く“軽いノリ”で「ING」を付けたもの。

## 略歴
1984年11月18日、大分県別府市に生まれる。愛知県豊橋市出身。
幼少期からピンクやフリルが大好きで自身の性別違和感を覚えており、小学校では同級生からのいじめを経験したり担任から「男らしくしろ」と叱られるなどした。しかし、小学4年生のときに12歳年上の姉に髪の毛を金髪に染めてもらったところ、それまでいじめていた子たちが「それ、どうしたの？」と興味を持って近づいてくるなど、周囲の視線が変わったように感じられたとのちに述べている。これを機に他人より目立とうとするようになり、金髪だけでなくカラコンやピアスなどのファッションに夢中になっていった。
小学生の頃に両親が離婚し、母と姉と3人の貧しい母子家庭で生活する。その頃から、東京まで遊びに通うようになり、男女両方と交際する。
17歳の時、ジュノンボーイの愛知県選抜になったことがきっかけで芸能界に足を踏み入れる。当時の芸能活動は、雑誌の読者モデルが中心だった。19歳の時、ヘアメイクアーティストの小椋ケンイチから『ちゃんとした芸能をやるなら、20までにやらないとダメ！』と助言を受け、本気でやろうと思った矢先に好きな人ができ、モデルとして大きい広告も決まっていたが、ギャル好きの彼の為に日焼けして金髪にした。結局撮影には行かなかったという。
2013年、美容クリニックのコンシェルジュとして“OL”をしながら恋人と同棲生活を送る。家事をする主婦をしていた際に、暇を持て余し始めたInstagramで、謎のセレブ美男子として話題になり、度々有名人のinstagramにも登場するなど幅広い交友関係も注目を集める
。いくつかの芸能事務所からオファーを貰うが、自分の店を持つという将来の展望から断り続ける。
2014年7月、自身のアパレルブランド「BADASS」を設立。
会社員だった彼と8年間同棲。ファッションの仕事が忙しくなり、彼との時間も取れず家事もできなくなった。彼に辛い思いをさせたくなくて、距離を置くことが彼への最大の愛だと思って別れた。友人に紹介された雑誌の編集長の依頼で、雑誌に3号連続で特集が組まれた。事務所に所属するきっかけは、「俺の人生、お前に賭ける」と言ったマネージャーの男気に惚れて、2014年12月にベンヌに所属。タレント活動一本に絞り、ユニセックスの象徴としてやっていきたいと目標を掲げる。
2015年3月1日放送の『行列のできる法律相談所』でテレビに初登場した。幼少期に「オカマ」といじめられた経験から、テレビでは同性愛者であることをカミングアウトしないつもりであったが、「オネエなんですか？」と尋ねられて思わず「や〜よ！」と答えてしまったのが運命を変えたとのちに語っている。そして、この番組の収録日を「人生で一番勇気が必要だった日」と述べている。
2016年3月28日、ファスティングカウンセラーの資格を取得。同年4月16日に韓国ソウル市で開催される韓国美容外科学会にて、美容に対する水素の効果に関する論文を発表した。
2016年11月15日放送の『解決!ナイナイアンサー』に出演し、ブレイクの裏の苦悩を明かす。中性的なルックスと華やかな私生活を公開したInstagramが話題を呼び、昨年のテレビ出演本数は214本と一躍ブレイクしたが、人見知りの性格とトーク力の無さで悩み、結果を残せず苦悩するようになる。更に視聴者からの批判でますますストレスを感じるようになった。この頃は休みなしで働いており1日の平均睡眠時間は3時間、過度のストレスが原因で突発性難聴、デビュー前から難聴、左右ほとんど聞こえない状態である。体中の蕁麻疹、頭から顔までの皮膚がただれるなど体に不調をきたしていた。また、SNS上で華やかな生活を演じるために、高価な物を購入して、最大1000万円の借金を抱えるなど、経済的にも問題を抱えていた。テレビ番組への出演依頼が激減。明るくハイテンションなキャラクターのりゅうちぇるがブレイクしていくのを目の当たりにし、バラエティタレントとしての可能性に限界を感じる。それから以前から興味があった美容分野に足を踏み入れることを決意し、勉強を重ねている。なお、1000万円あった借金は1年ほどで返済した。
2017年1月22日、自身のInstagramで2016年10月28日に性同一性障害と正式に診断を受けたとされる診断書を提示。これまで性同一性障害ではないと主張してきたが、誹謗中傷に悩んだことから、「今のあたしは病気って言われた方が気持ちが楽」「載せるか悩んだけど、こゆ勇気を出す事で変わる気がする」と投稿を決意した理由を説明した。
2017年5月28日放送の『しくじり先生 俺みたいになるな!!』に「見栄を張ってローン地獄になっちゃった先生」として出演。上述の経済的問題を抱えることになった経緯を詳細に明かした。そして、「自慢カッコ悪い」と教訓を示し、「SNSで辛い思いをするよりも、身の丈に合った写真で楽しむべき。自分をしっかり持ってる人は、必死に自慢をしない。張り合うものではない」と述べた。
2018年1月29日、自著「僕は私を生みました。」の中で性別適合手術を受け、戸籍も女性になったことを公表。謎の美男子としてインスタグラムで注目を浴び、“ユニセックス”キャラでメディアの出演依頼が殺到したが、偽りの自分に心が悲鳴を上げた。2016年にホルモン治療を開始し、胸が大きくなるなど体型の変化に喜びを感じた。平常を保つことに限界を感じた末に、事務所を辞めて、性別適合手術を決意する。2017年5月28日にタイで手術、同年7月に戸籍上で「女性」に。8月には戸籍上の「本名変更」を行い、元輝（げんき）から沙奈（さな）となる。沙奈という名前は、以前より言われていた「サナちゃん」という愛称に由来し、サナとはサナギのサナで、これは“蝶にはなれない”という意味だという。しばらく芸能活動を休止していた理由はこの為であり、今後、個人事務所「株式会社YAAYO」は、「株式会社TWIN PLANET内 IN-STAR事業部」にメディアマネジメントを業務委託する。
2021年11月18日、37歳の誕生日にあたり、非公開としていた年齢を明らかにした。
2023年4月12日、改名を発表。芸名を「GENKING」から「.」（ピリオド）つきの「GENKING.」に、また本名を「田中沙奈」から「田中佐奈」に改めた。

## 人物
19歳の時、初めて大失恋をして、美輪明宏の本で、自ら行ったことはすべて自分に返って来るという“カルマの法則”に出会った。今まではすごくひねくれていたが、そこから本来の優しい自分に戻った。　　　　　　　　　　　　　　　　　　　　　　　　　　　　　　　　　　　　　　
2005年頃、小椋ケンイチと交際していた。
デビュー当初、自身を「ユニセックス」だと述べており、「平成の美輪明宏」を目指していた。しかし「男と女の気分の日がある」という「ユニセックス」の設定については、「男の気分」なんてこれっぽっちもないとして息苦しさを感じてもいたという。また、オネエやオカマと呼ばれることを嫌悪しており、「ニューキャマタン」（”ニューカマー”とオカマが訛った”おキャマ”を組み合わせた彼の造語）と自称している。
上記の「平成の美輪明宏になりたい」という発言は、同じオネエタレントたちから批判された。ナジャ・グランディーバは、「オネエタレントがテレビ番組などで活躍できるようになったきっかけを作った功績者の名前を新人タレントが出したことに、芸能界じゅうのオネエタレントが違和感を覚えた」と明かしている。加えて、「平成の美輪明宏」をうたいながら「ニューキャマタン」と自称したこともオネエタレント達を困惑させた。IKKOは、2017年にバラエティ番組『バイキング』でGENKINGと共演時に、「あれは言っちゃいけないんじゃないかな」と指南している。
2017年3月31日放送の「今夜解禁！ザ・因縁」で上記の発言から、他のオネエタレント達を怒らせ、共演NGが出ているという話があり、美川憲一が「生意気で勘違いしている」と、芸能界の声を代表して説教した。
2019年6月、腕に入れていたタトゥーを消したことを公表した。除去施術には二年ほど要した。

## 出演

### バラエティ
過去の出演
- BMXrobot Presents! VとIの学校〜A面:ビジュアルの教室/B面:アイドルの教室〜（2015年6月、MUSIC ON! TV） A面番組レギュラー
- スッキリ!!木曜特集「GENKINGのプチプラでおキャワたん」（2015年、日本テレビ）

### テレビドラマ
- 世にも奇妙な物語 25周年記念! 秋の2週連続スペシャル 〜傑作復活編〜「ズンドコベロンチョ」（2015年11月21日、フジテレビ） - 美容師 役[36]
- せいせいするほど、愛してる（2016年7月12日 - 9月20日、TBS） - ナオキ 役
- 新宿セブン 第5話（2017年11月11日、テレビ東京） - イサオ 役

### 映画
- アヤメくんののんびり肉食日誌（2017年10月7日、ホリプロ） - 奈良アキラ 役
- ニセコイ（2018年12月21日、東宝）‐ 本田曜子 役

### テレビアニメ
- ブレイブビーツ 第16話（2016年2月14日、メ〜テレ） - 紫ズッキング 役

### ミュージックビデオ
- JUJU『PLAYBACK』（2015年）

## 書籍
- スタイルブック「GENKING STYLE」（2015年、双葉社）ISBN 978-4-575-30872-3
- スタイルブック「GENKING PETIT PRICE ARRANGE」（2015年、宝島社）ISBN 978-4-8002-4484-0
- エッセイ「GENKING 幸せノート365日〜My Happy Journal〜」（2016年、カエルム株式会社）ISBN 978-4-908024-09-2
- 自叙伝「僕は私を生みました。」（2018年、双葉社）ISBN 978-4-575-31320-8

## 受賞歴
- 2015年 ネイルクイーン「メンズ部門」[37]